# Virtasalmi
Virtasalmi is een voormalige gemeente in de Finse provincie Oost-Finland en in de Finse regio Zuid-Savo. De gemeente had een totale oppervlakte van 263 km² en telde 1158 inwoners in 2003.
Per 1 januari 2004 ging Virtasalmi samen met Jäppilä en Pieksämäen maalaiskunta in de nieuwe gemeente Pieksänmaa op. Sinds 2007 maakt Pieksänmaa op zijn beurt deel uit van de gemeente Pieksämäki.